# Profundidad crítica
Profundidad crítica, en hidráulica, hace referencia a la profundidad en la cual un determinado caudal transita por un canal con el mínimo de energía específica. Evidentemente, dado un caudal, la profundidad crítica, en el canal, tiene asociado en forma biunivoca una velocidad crítica, y una pendiente crítica. El concepto de profundidad crítica, basado en la energía mínima fue introducido por Böss.
Cuando la profundidad del flujo es mayor que la profundidad crítica, la velocidad será menor que la velocidad crítica, y el flujo se denomina subcrítico, o flujo lento. En un canal con flujo subcrítico las condiciones del mismo son comandadas desde aguas abajo.
Cuando la profundidad del flujo es menor que la profundidad crítica, la velocidad será mayor que la velocidad crítica, y el flujo se denomina 
supercrítico, o flujo rápido, o veloz. En un canal con flujo supercrítico las condiciones del mismo son comandadas desde aguas arriba.

## Fenómenos locales
El cambio de estado del flujo subcrítico a supercrítico, o viceversa, se da con frecuencia en la naturaleza, y en proximidad de obras hidráulicas construidas por el hombre. Si este cambio se produce rápidamente, en una distancia relativamente corta, en ese trecho el flujo será rápidamente variado, y este hecho es conocido como fenómeno local.
Existen dos tipos de fenómenos locales: la caída hidráulica y el salto hidráulico.